# Кудрино (Астраханська область)
Кудрино (рос. Кудрино) — село у Володарському районі Астраханської області Російської Федерації.
Населення становить 146 осіб (2010). Входить до складу муніципального утворення Марфинська сільрада.

## Історія
Населений пункт розташований на території українського етнічного та культурного краю Жовтий Клин. Згідно із законом від 6 серпня 2004 року органом місцевого самоврядування є Марфинська сільрада.

## Населення
| 2002 | 2010 |
| ---- | ---- |
| 127  | ↗146 |